# Souleymane Bamba
Souleymane „Sol” Bamba (ur. 13 stycznia 1985 w Ivry-sur-Seine, zm. 31 sierpnia 2024 w Manisie) – piłkarz grający na pozycji obrońcy. Reprezentant Wybrzeża Kości Słoniowej. Bamba rozpoczął swoją karierę w rodzinnej Francji w Paris Saint-Germain, ale nie udało mu się przebić do pierwszego zespołu więc przeniósł się do Szkocji, aby dołączyć do Dunfermline w 2006 roku. Dwa lata później przeszedł do Hibernianu. W 2011 roku dołączył do Leicester City, z którym rozstał się w 2012 roku. Następnie występował w Trabzonsporze, US Palermo oraz Leeds, a w 2016 przeszedł do Cardiff.
Urodził się we Francji, ma rodziców z Wybrzeża Kości Słoniowej. Bamba reprezentował Wybrzeże Kości Słoniowej podczas igrzysk olimpijskich w 2008 roku i od tego czasu regularnie grał dla ojczyzny rodziców.
W 2021 roku zdiagnozowano u niego chłoniaka nieziarniczego i rozpoczął leczenie chemioterapią. Cztery miesiące później, w maju 2021 r., ogłosił, że jest wolny od raka.
31 sierpnia 2024 r. Bamba zmarł w Turcji w wieku 39 lat.

## Kariera

### PSG
Bamba rozpoczął swoją karierę w klubie Ligue 1 Paris Saint-Germain w wieku 14 lat. Mimo imponującej gry dla młodzieży PSG i zespołów B, tylko dwa razy pojawił się w pierwszym zespole, w ostatnim roku w klubie. Spór z managerem PSG, Vahidem Halilhodžiciem zmusił Bambe do opuszczenia klubu.

### Dunfermline
Bamba podpisał kontrakt z klubem Scottish Premier League Dunfermline Athletic w lipcu 2006 roku. Przez cały sezon 2006-07 Bamba imponował pełnym zaangażowaniem w obronę i entuzjastycznym podejściem do każdego meczu. Bamba był częścią drużyny, która osiągnęła w 2007 r. Finał Pucharu Szkocji, ale także spadł ze Scottish Premier League. Bamba podpisał dwuletni kontrakt na początku sezonu 2007-08, ale jego występy były mniej imponujące w First Division.
W lipcu 2008 roku Bamba był testowany przez angielski klub Watford. Chociaż sztab szkoleniowy Watfordu był z niego zadowolony i transfer prawie już zatwierdzony angielski klub nagle, bez podania przyczyny, zerwał negocjacje. Kilka tygodni później, Dunfermline zaakceptowało ofertę Hibernianu.

### Hibernian
Bamba przeniósł się do Hibernian, podpisując trzyletni kontrakt z klubem. Szybko stał się popularnym zawodnikiem Hibernianu ze względu na swoją waleczność.
Swojego pierwszego gola w zawodowej karierze strzelił w wygranym 3:1 meczu z Falkirk 22 sierpnia 2009 r. Występy Bamby „nie przeszły niezauważone”. Został dostrzeżony przez selekcjonera reprezentacji WKS, Svena-Görana Erikssona, który zabrał go na Mistrzostwa Świata w 2010, lecz Bamba nie wystąpił w żadnym meczu.
Menedżer Hibernianu John Hughes, zdenerwował się na Bambe gdy ten nie stawił się na obozie przygotowawczym w Holandii przed sezonem 2010-11. Bamba odpowiedział na te zarzuty, twierdząc, że potrzebuje trzy tygodnie wolnego po powrocie z Mistrzostw Świata, lecz Hughes odsunął go od pierwszego składu.

### Leicester City
Umowa Bamby z Hibs wygasała pod koniec sezonu 2010-11, klub jednak zgodził się na transfer do Leicester City. Porozumienie zostało potwierdzone w dniu 2 stycznia 2011 r. Bamba w Leicester spotkał się ze swoim byłym menadżerem z reprezentacji, Svenem-Göranem Erikssonem. We wrześniu 2011 roku podpisał nowy kontrakt z klubem.

### Trabzonspor
18 czerwca 2012 roku podpisał kontrakt z tureckim Trabzonsporem.

## Reprezentacja
Chociaż urodził się we Francji, Bamba reprezentował ojczyznę swoich rodziców Wybrzeże Kości Słoniowej.
Swój pierwszy mecz w reprezentacji zagrał w 2008 w towarzyskim meczu z Izraelem, pierwszego gola dla drużyny narodowej strzelił w towarzyskim meczu z Rwandą. Zagrał we wszystkich meczach Wybrzeża Kości Słoniowej na Pucharze Narodów Afryki 2010, ale zespół doznał porażki w ćwierćfinale z Algierią po dogrywce. Pojechał także z kadrą na mistrzostwa świata w 2010, ale nie zagrał na nich ani minuty.